# Arroyo Sarandí (Florida)
El arroyo Sarandí  es un curso de agua uruguayo que atraviesa el departamento de  Florida  perteneciente a la cuenca del Plata.
Nace en la Cuchilla Grande Inferior, desemboca en el río Yí tras recorrer alrededor de 21 km.
En sus costas se desarrolló la Batalla de Sarandí.